# Diocesi di Mopti
La diocesi di Mopti (in latino Dioecesis Moptiensis) è una sede della Chiesa cattolica in Mali suffraganea dell'arcidiocesi di Bamako. Nel 2021 contava 48.230 battezzati su 3.938.115 abitanti. È retta dal vescovo Jean-Baptiste Tiama.

## Territorio
La diocesi comprende le regioni di Timbuctu, Kidal, Gao e Mopti (eccetto il circondario di Djenné) nel nord-ovest del Mali.
Sede vescovile è la città di Mopti, dove si trova la cattedrale di San Giuseppe.
Il territorio, per la maggior parte desertico, è immenso e si estende su 896.384 km², suddiviso in 7 parrocchie.

## Storia
L'ultima nata tra le diocesi del Mali ha una storia antica. È infatti a Timbuctù che si stabiliscono i primi missionari nel 1895, dopo i falliti tentativi nel 1876 e nel 1881 di raggiungere la città partendo da Algeri ed attraversando il deserto del Sahara. I primi sei avventurieri della fede, inviati dal cardinale Lavigerie, furono massacrati dalle loro guide: erano i sacerdoti Ménoret, Paulmier, Bouchaud, Richard, Morat e Pouplard. Nell'impossibilità dunque di raggiungere Timbuctu da nord, fu intrapresa, verso la fine dell'Ottocento, la via da sud: furono due religiosi dei Missionari d'Africa, i padri Augustin Hacquart e Auguste Dupuis, ed un laico, Eugène Konde, a raggiungere la città risalendo il fiume Niger da Bamako, passando per Kita e Ségou, e raggiungendo Timbuctu il 21 maggio 1895.
La prefettura apostolica di Gao fu eretta il 9 giugno 1942 con la bolla Quo Missionum di papa Pio XII, ricavandone il territorio dai vicariati apostolici di Bamako, di Bobo-Dioulasso e di Ouagadougou (oggi tutt'e tre arcidiocesi).
Il 12 giugno 1947 cedette una porzione del suo territorio a vantaggio dell'erezione della prefettura apostolica di Nouna (oggi diocesi di Dédougou).
Il 29 settembre 1964 in forza della bolla More institutoque di papa Paolo VI la prefettura apostolica è stata elevata a diocesi e ha assunto il nome attuale.

## Cronotassi dei vescovi
Si omettono i periodi di sede vacante non superiori ai 2 anni o non storicamente accertati.
- Jean-Marie Lesourd, M.Afr. † (5 agosto 1942 - 17 ottobre 1947 nominato prefetto apostolico di Nouna)
- Pierre Louis Leclerc, M.Afr. † (17 ottobre 1947 - 25 dicembre 1949 nominato vicario apostolico di Bamako)
- René Landru, M.Afr. † (10 giugno 1950 - 1964 deceduto)
- Georges Biard, M.Afr. † (29 settembre 1964 - 12 aprile 1988 dimesso)
  - Sede vacante (1988-1994)
- Jean Zerbo (19 dicembre 1994 - 27 giugno 1998 nominato arcivescovo di Bamako)
- Georges Fonghoro † (30 agosto 1999 - 22 settembre 2016 deceduto)
  - Sede vacante (2016-2020)
- Jean-Baptiste Tiama, dal 27 marzo 2020

## Statistiche
La diocesi nel 2021 su una popolazione di 3.938.115 persone contava 48.230 battezzati, corrispondenti all'1,2% del totale.
| anno | popolazione | popolazione | popolazione | presbiteri | presbiteri | presbiteri | presbiteri                | diaconi | religiosi | religiosi | parrocchie |
| anno | battezzati  | totale      | %           | numero     | secolari   | regolari   | battezzati per presbitero | diaconi | uomini    | donne     | parrocchie |
| ---- | ----------- | ----------- | ----------- | ---------- | ---------- | ---------- | ------------------------- | ------- | --------- | --------- | ---------- |
| 1950 | 400         | 546.000     | 0,1         | 7          |            | 7          | 57                        |         |           |           | 1          |
| 1970 | 3.562       | 1.600.000   | 0,2         | 23         |            | 23         | 154                       |         | 23        | 12        | 9          |
| 1980 | 5.849       | 1.656.000   | 0,4         | 18         | 1          | 17         | 324                       |         | 19        | 15        | 8          |
| 1990 | 11.049      | 2.172.000   | 0,5         | 22         | 2          | 20         | 502                       |         | 23        | 18        | 6          |
| 1999 | 17.634      | 3.304.571   | 0,5         | 20         | 14         | 6          | 881                       |         | 12        | 18        | 6          |
| 2000 | 18.402      | 3.513.097   | 0,5         | 22         | 15         | 7          | 836                       |         | 11        | 18        | 6          |
| 2001 | 19.229      | 3.530.663   | 0,5         | 21         | 15         | 6          | 915                       |         | 10        | 18        | 6          |
| 2002 | 20.947      | 3.550.240   | 0,6         | 18         | 11         | 7          | 1.163                     |         | 12        | 14        | 6          |
| 2003 | 23.725      | 3.434.750   | 0,7         | 19         | 13         | 6          | 1.248                     |         | 10        | 14        | 6          |
| 2004 | 26.369      | 3.691.000   | 0,7         | 22         | 13         | 9          | 1.198                     |         | 11        | 20        | 6          |
| 2013 | 38.361      | 4.304.000   | 0,9         | 24         | 18         | 6          | 1.598                     |         | 6         | 28        | 6          |
| 2016 | 41.812      | 3.407.000   | 1,2         | 23         | 18         | 5          | 1.817                     |         | 5         | 27        | 6          |
| 2019 | 45.555      | 3.719.270   | 1,2         | 25         | 23         | 2          | 1.822                     |         | 2         | 29        | 7          |
| 2021 | 48.230      | 3.938.115   | 1,2         | 26         | 23         | 3          | 1.855                     |         | 3         | 21        | 7          |